# Link 16
Link 16 är ett militärt datorkommunikationsnätverk som används av Nato och andra länder; tillåtna av MDS International Program Office (IPO). Med Link 16 kan flygplan, fartyg och landfordon, dela på taktiska bilder och kartor med väldigt liten fördröjning. Man kan även skicka textmeddelanden, bildinformation och prata över två olika röstkanaler.